# Дама с камелиями (фильм, 1962)
«Да́ма с каме́лиями» (другой вариант названия: «Прекра́сная Ло́ла») (исп. La bella Lola (Une dame aux camélias)) — музыкальный мелодраматический кинофильм, поставленный испанским режиссёром Альфонсо Балькасаром в 1962 году по мотивам одноимённой драмы Александра Дюма-сына с испанской актрисой Сарой Монтьель в главной роли.

## Сюжет
Действие происходит в XIX веке в Испании. Молодая певица Лола талантлива и красива, но бедна. Она соглашается стать содержанкой пожилого богача Габриэля, который помогает ей сделать музыкальную карьеру. Он добр, внимателен и щедр, выполняет любое её желание, задаривает подарками. Лола ценит его внимание и щедрость, и благодарна ему за многое, но она его не любит. На одном из своих выступлений Лола знакомится с блестящим молодым аристократом Хавьером. Молодые люди влюбляются друг в друга с первого взгляда... Сюжет фильма основан на знаменитом романе Александра Дюма-сына, подробное изложение сюжета которого см. в статье «Дама с камелиями».
В этом фильме, помимо других песен, в исполнении Сары Монтьель звучит знаменитая на весь мир песня «Голубка» («Когда из родной Гаваны отплыл я вдаль...»).

## В ролях
- Сара Монтьель — Лола
- Антонио Чифарелло — Хавьер
- Франк Виллар — Габриэль
- Луиза Маттиоли — Ана
- Херман Кобо — Федерико
- Лаура Нуччи — мама Хавьера
- Хосе Мария Каффарел — импресарио

## Съёмочная группа
- Режиссёр: Альфонсо Балькасар
- Продюсер: Франсиско Балькасар
- Сценаристы: Мигель Куссо, Хесус Мария де Аросамена, Хосе Мария Палачио
- Композиторы: Грегорио Гарсия Сегура, Эрнесто Лекуона
- Оператор: Марио Монтуори
- Художник: Хуан Альберто Солер
- Монтаж: Тереза Алькосер

## Издание на видео
- Фильм выпущен на DVD.
- В России фильм выпущен на DVD 30 августа 2012 года фирмой «Cinema prestige».